# 米尔德丽德·菲泽尔
米尔德丽德·菲泽尔（英語：Mildred Fizzell，1915年6月12日—1993年11月11日），加拿大女子田径运动员，主攻短跑。她曾代表加拿大参加1932年夏季奥林匹克运动会田径比赛，获得女子4×100米接力银牌。